# Zena Grey
Zena Lotus Grey (Nova York, 15 de novembro de 1988) é uma atriz norte-americana. Ela é conhecida por seus papéis nos filmes de Hollywood, Quebrando o Gelo, As Desventuras de Max Keeble e Soltando os Cachorros.

## Biografia
Grey nasceu em Nova York, filha dos artistas Allyson Grey e Alex Grey. Ela foi criada na religião judaica de sua mãe, seus pais também pertencem a uma comunidade budista .
Seu primeiro papel foi na peça da Broadway, The Bed Herbal. Em 1999, Zena teve um papel no filme O Colecionador de Ossos, contracenando com Denzel Washington e Angelina Jolie, antes estrelou em dois filmes bem populares entre o público jovem, Quebrando o Gelo (2000) e As Desventuras de Max Keeble (2001). Zena também apareceu no seriado de TV, All That. Em dezembro de 2004, Grey retratou a filha de Dennis Quaid e irmã de Scarlett Johansson na comédia Em Boa Companhia.

## Filmografia
| Filmes    | Filmes                            | Filmes                       | Filmes            |
| Ano       | Título Original                   | Título (Brasil)              | Papel             |
| --------- | --------------------------------- | ---------------------------- | ----------------- |
| 1999      | The Bone Collector                | O Colecionador de Ossos      | Neta              |
| 2000      | Snow Day                          | Quebrando o Gelo             | Natalie Brandston |
| 2001      | Summer Catch                      | Jogada de Verão              | Katie Parrish     |
| 2001      | Max Keeble's Big Move             | As Desventuras de Max Keeble | Megan             |
| 2004      | Stateside                         | Perfeitos no Amor            | Gina Deloach      |
| 2004      | In Good Company                   | Em Boa Companhia             | Jana              |
| 2006      | The Pool 2                        | The Pool 2                   | Lindsey           |
| 2006      | The Shaggy Dog                    | Soltando os Cachorros        | Carly Douglas     |
| 2010      | My Soul to Take                   | A Sétima Alma                | Penelope Bryte    |
| Séries    |                                   |                              |                   |
| Ano       | Título                            | Papel                        | Notas             |
| 2002      | The Job                           | Kimberly                     | 1 episódio        |
| 2003      | Law & Order: Special Victims Unit | Samantha Gilligan            | 1 episódio        |
| 2003      | The Guardian                      | Ashley Webber                | 1 episódio        |
| 2003      | Law & Order                       | Lena Marchetti               | 1 episódio        |
| (2011-12) | House MD                          | Ruby                         |                   |